# Fekete-vörös-zöld koalíció
A fekete-vörös-zöld koalíció (németül: schwarz-rot-grüne Koalition), más néven Kenya-koalíció (németül: Kenia-Koalition) vagy Afganisztán-koalíció (németül: Afghanistan-Koalition) egy németországi politikai koalíciótípus, amely a Kereszténydemokrata Unió, a Németország Szociáldemokrata Pártja és a Szövetség ’90/Zöldek között alakult.